# 제프리 바이런

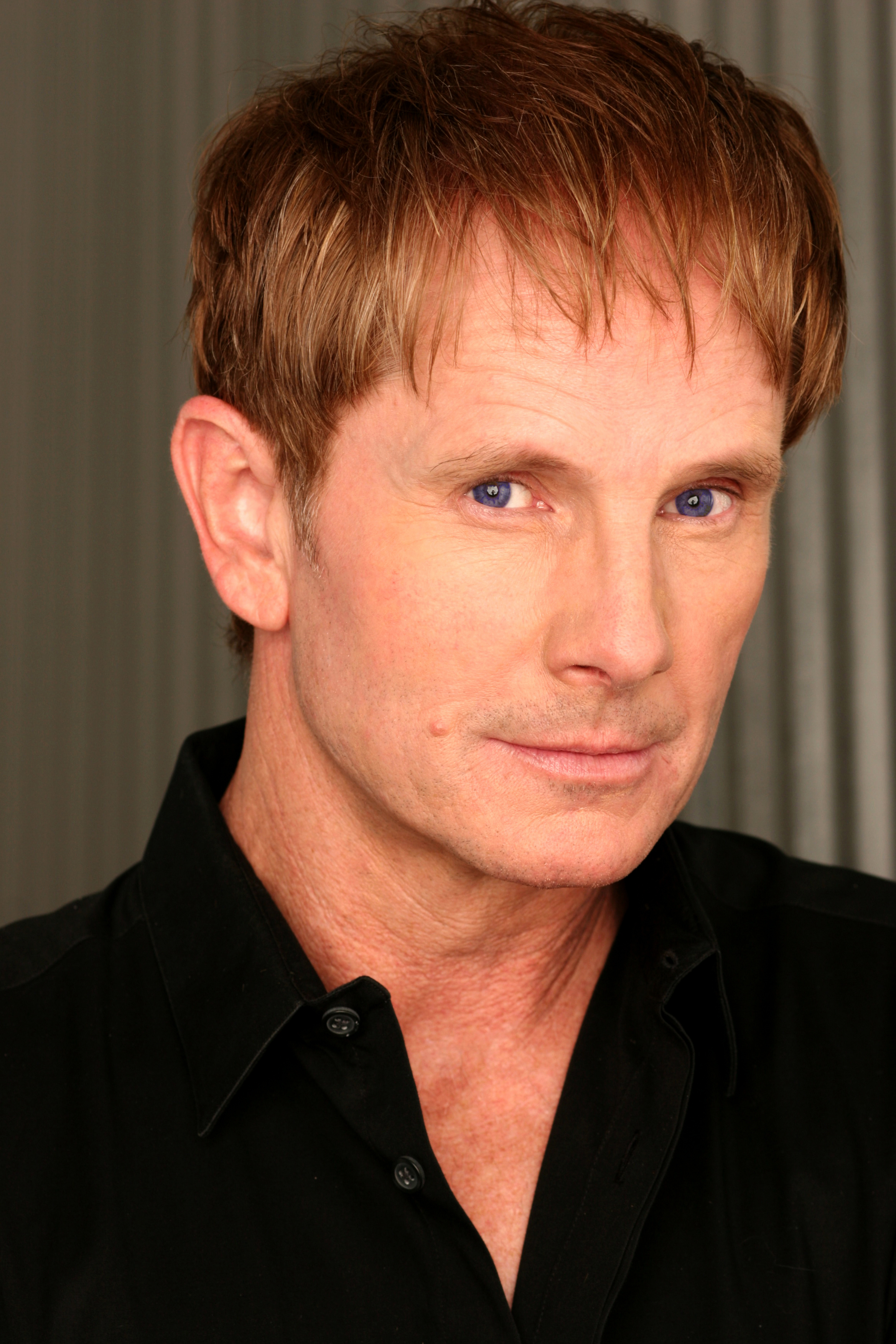

제프리 바이런(Jeffrey Byron, 1955년 11월 28일 ~ )은 미국의 배우, 각본가이다.
샌타모니카에서 태어났다.

## 영화
- 스타 트렉: 더 비기닝 (2009년)
- 폴링 다운 (1993년)
- 비앤비 (1987년)
- 메틀스톰 (1983년)
- 더 시니어스 (1978년)
- 인터내셔널 벨벳 (1978년)
- 아들과 딸들 (1977년)
- 앳 롱 라스트 러브 (1975년)
- 더 영 앤 더 레스트리스 (1973년)
- 원 라이프 투 리브 (1968년)
- 도노반의 산호초 (1963년)